# K-1
K-1 е правилник за провеждане на състезания по бойни изкуства и спорт, който съчетава едновременно техники от муай-тай, кикбокс, таекуондо, карате и бокс.
Спортът е създаден от бившия шампион по киокушин карате Казиоши Оши през 1980. Всяка среща по К-1 се провежда в 3 рунда като в края съдиите решават кой да е победителя, освен ако преди това не е имало нокаут. При равностоен мач съдиите имат право да удължат срещата до 5 рунда. К-1 има два подстила:
- K-1 MAX: Максималното тегло е 70,5 кг. Правилата са както при K-1.
- K-1 Hero's: Правилата са смесени и не съвпадат с официалните правила на K-1

Световното първенство по К-1 (K-1 World Grand Prix) се провежда всяка година в Токио и предизвиква огромен зрителски интерес. Турнирите протичат като загубилия срещата си (чрез нокаут или по точки) моментално отпада от турнира, а спечелилият продължава в следващия рунд. Целият турнир се провежда само в една вечер и така един състезател може да проведе три битки само за няколко часа. Най-прочутите К-1 бойци са Ернесто Хууст, Реми Боняски, Семи Шилт и Буакау Пор Пурамук.
Битките по K-1 в САЩ могат да бъдат гледани по телевизията само чрез плащане, а в Европа се предават по телевизионния канал Евроспорт.

## Името
Буквата K в K-1, официално е замислена от организаторите да представя трите спорта – „карате“, „кикбокс“ и „кунгфу“. Въпреки това някои предполагат, че буквата представя бойните спортове, в които тя се среща – карате, кикбокс, кунгфу, какутоуджи (японската дума за „бойни спортове“) и таекуондо.
Аналогия съществува и с едно от имената на връх Еверест – K1.

## Шампиони по К-1

### K-1 World Grand Prix Champions(световно първенство в тежка категория)
- 1993 –  Бранко Цикатич
- 1994 –  Петер Аертс
- 1995 –  Петер Аертс
- 1996 –  Анди Хуг
- 1997 –  Ернесто Хууст
- 1998 –  Петер Аертс
- 1999 –  Ернесто Хууст
- 2000 –  Ернесто Хууст
- 2001 –  Марк Хънт
- 2002 –  Ернесто Хууст
- 2003 –  Реми Боняски
- 2004 –  Реми Боняски
- 2005 –  Семи Шилт
- 2006 –  Си Шилт
- 2007 –  Семи Шилт
- 2008 –  Реми Боняски
- 2009 –  Семи Шилт
- 2010 –  Алистър Овърийм

### K-1 WORLD MAX Champions(световно първенство до 70,5 кг)
- 2002 –  Алберт Краус
- 2003 –  Масато
- 2004 –  Буакау Пор. Пурамук
- 2005 –  Анди Соуер
- 2006 –  Буакау Пор. Пурамук
- 2007 –  Анди Соуер
- 2008 –  Масато
- 2009 –  Джиорджио Петросян
- 2010 –  Джиорджио Петросян
- 2024 –  Стоян Копривленски

### K-1 BOOK
- Willem Brunekreef, The Golden Kyokushin and K-1 Encyclopedia, ISBN 978-90-812379-1-8